# Wolfram Aust
Wolfram Aust (* 12. August 1932 in Krummhübel, Landkreis Hirschberg, Provinz Niederschlesien; † 6. August 2012 in Kassel) war ein deutscher Mediziner im Fachgebiet Orthoptik, Hochschullehrer und Leiter der Augenklinik Kassel.

## Leben
Wolfram Aust besuchte die Oberschule für Jungen in Hirschberg/Riesengebirge und musste 1945 als Dreizehnjähriger beim Volkssturm Kriegsdienst leisten. Die Familie siedelte nach Hilchenbach im Kreis Siegen über. Hier machte Aust 1952 am Jung-Stilling-Gymnasium das Abitur und begann an der Philipps-Universität Marburg und Christian-Albrechts-Universität zu Kiel ein Studium der Medizin mit dem Fachgebiet Augenheilkunde. Am 22. Juli 1957 folgte das Staatsexamen und die Promotion zum Dr. med.
Im Jahr 1960 begann er als wissenschaftlicher Assistent an der Universitäts-Augenklinik Marburg. Hier wurde er Facharzt und habilitierte am 1. Juni 1965 im Fach Augenheilkunde.
Von 1972 bis 1997 war er Leiter der Augenklinik in Kassel. In diese Zeit fällt die starke Zunahme an Augenoperationen, nicht zuletzt wegen der Anwendung der Laserchirurgie sowie Hornhautverpflanzungen. Sein Fachgebiet war die Orthoptik.
Seit 1970 war Aust Mitglied des Administrative Council of the International Strabimological Association.

## Künstlerisches Wirken
Wolfram Aust war auch ein anerkannter Kunstmaler. Klaus Fußmann würdigte die Leistungen seines langjährigen Freundes als Mediziner und als Maler als dem „Prinzip des allgemeinen Genies“ entsprechend und vergleicht ihn mit Carl Gustav Carus.

## Auszeichnungen
- 1967 Hufeland-Preis

## Schriften
- Wolfram Aust: Pleoptik und Orthoptik. Eine praktische Anleitung zur konservativen Therapie des Begleitschielens. 2., neu bearbeitete Auflage. Karger, Basel u. a. 1973, ISBN 3-8055-1576-6.
- Der Nachbildablauf bei der Therapie von Schielamblyopen am Ohm-Romberg’schen Gerät (Habilitation, 1965)
- Prophylaxe und Therapie der Schielschwachsichtigkeit (1969)
- The conservative management of squint (1970)